# Падеж (Врхника)
Падеж (словен. Padež) је насељено место у општини Врхника, Средњесловенска регија, Словенија.

## Историја
До територијалне реорганизације у Словенији био је у саставу старе општине Врхника.

## Становништво
У попису становништва из 2011. године, Падеж је имао 33 становника.
| Број становника према пописима | Број становника према пописима | Број становника према пописима |
| ------------------------------ | ------------------------------ | ------------------------------ |
| 1991                           | 2002                           | 2011                           |
| 33                             | 38                             | 33                             |

Напомена: Године 2010. умањено за део насеља који је припојен насељу Кожљек (Церкница, Приморско-нотрањска регија).